# Hautasaari (ö i Kemijärvi, Enijärvi)
Hautasaari är en ö i Finland. Den ligger i sjön Enijärvi och i kommunen Kemijärvi i den ekonomiska regionen  Östra Lapplands ekonomiska region  och landskapet Lappland, i den norra delen av landet, 700 km norr om huvudstaden Helsingfors. Öns area är 0,2 hektar och dess största längd är 70 meter i sydväst-nordöstlig riktning.